# Margi Geerlinks
Margi Geerlinks (nascida em 1970) é uma fotógrafa holandesa.
Nascida em Kampen, Overijssel, Geerlinks vive e trabalha em Roterdão. Ela formou-se na Rietveld Academy em 1991, na Art Academy Constantyn Huygens em 1995 e no Programa de Mestrado do Sandberg Institute em 1997. O seu trabalho é descrito como "preocupado com as formas como a espécie humana, cria uma identidade para si mesma e as forças que parecem governar esse processo", e ela manipula digitalmente as suas fotografias para obter o efeito desejado.
Um trabalho de 1999 de Geerlinks, Untitled, é de propriedade do Mint Museum. A sua fotografia Eve II foi doada ao Museu Nacional das Mulheres nas Artes por Heather e Tony Podesta. O museu também possui a obra Living Dolls, de 2001, que anteriormente fazia parte da coleção da Corcoran Gallery of Art.